# Bosanski Osredci
Bosanski Osredci (srbsky Босански Осредци) jsou malá vesnice v Bosně a Hercegovině v Unsko-sanském kantonu, nacházející se těsně u chorvatských hranic, které ji obklopují ze tří stran. Je součástí opčiny města Bihać, od něhož se nachází 68 km severozápadně, nejbližším městem je však Drvar nacházející se 39 km východně. V roce 2013 zde žilo 18 obyvatel, což je výrazný pokles oproti roku 1991, kdy zde žilo 219 obyvatel, ale i předtím počet obyvatel klesal. Nejvyšší byl v roce 1971, kdy zde žilo 401 obyvatel. Všichni obyvatelé jsou srbské národnosti.
Vesnice se sice nachází v Bosně a Hercegovině, avšak nekvalitní silnice, které jí procházejí, vedou pouze do Chorvatska. Z vesnice se tudíž nelze dostat nikam jinam do Bosny a Hercegoviny. Jediné vesnice, se kterými mají Bosanski Osredci přímé silniční spojení, jsou Begluci, Neteka a Srb, z nichž se všechny nacházejí v Chorvatsku. Jediné spojení Chorvatska a Bosny a Hercegoviny přes tuto vesnici je železniční.
Do války v Bosně a Hercegovině byla vesnice součástí opčiny města Drvar. Tato válka pravděpodobně zapříčinila prudký pokles obyvatelstva ve vesnici.